# Tropisches Wiesel
Das Tropische Wiesel (Neogale africana, Syn: Mustela africana) ist eine Raubtierart aus der Familie der Marder. Die Art ist im Amazonasbecken in Südamerika verbreitet. 2024 wurde die Art erstmals in Bolivien gefilmt.

## Merkmale
Das Tropische Wiesel erreicht eine Kopf-Rumpf-Länge von 24 bis 38 Zentimeter und eine Schwanzlänge von 16 bis 21 Zentimeter. Der Körper ist lang und schlank mit kurzen Beinen. Das Fell ist rötlich bis dunkelbraun gefärbt, die Bauchseite ist heller und besitzt einen Streifen entlang des Bauchs in der Farbe des Rückens. Der Schwanz ist einfarbig braun. Die Zehen sind unterseits fast unbehaart.

## Verbreitung und Lebensraum

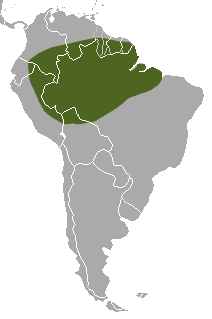
Verbreitungsgebiet des Tropischen Wiesels

Das Tropische Wiesel ist im Amazonasbecken in Südamerika verbreitet und kommt dort in Teilen von Brasilien, Ecuador, Peru, dem südlichen Kolumbien und dem nördlichen Bolivien vor. Die genauen Grenzen des Verbreitungsgebiets sind dabei unbekannt, da nur wenige Exemplare beschrieben sind.
Als Lebensraum nutzen die Tiere die feuchten und tropischen Regenwaldgebiete entlang der Flusssysteme.

## Lebensweise
Über die Lebensweise des Tropischen Wiesels liegen keine Informationen vor. In seiner Ernährung ähnelt es wahrscheinlich anderen Wieselarten. Einzelbeobachtungen am Tag weisen auf eine tagaktive Lebensweise hin. Es lebt wahrscheinlich primär am Boden, ist jedoch auch ein guter Schwimmer und Kletterer.

## Systematik
Das Tropische Wiesel wird als eigenständige Art zusammen mit dem Amerikanischen Nerz (Neogale vison), dem Langschwanzwiesel (Neogale frenata), dem Kolumbianischen Wiesel (Neogale felipei) und dem ausgestorbenen Seenerz (Neogale macrodon) der Gattung Neogale innerhalb der Marder zugeordnet.

## Bedrohung und Schutz
Die International Union for Conservation of Nature and Natural Resources (IUCN) stuft die Art als nicht gefährdet (Least concern) ein, obwohl über die Bestände nur wenige Informationen vorliegen. Sie begründet dies mit dem großen Verbreitungsgebiet, in dem die Art vorkommt. Potenzielle Rückgänge der Bestände werden nicht als bestandsgefährdend angesehen.
Die Hauptbedrohung dieser Art sind unklar. Genannt wird der Lebensraumverlust durch Rückgänge der tropischen Regenwaldbestände im Amazonasbecken.

## Belege
1. ↑  Nuria Bernal-Hoverud, Daniela Morales-Moreno, Eyner Eugenio Quispe, Jorge Rojas, Omar Torrico, Robert B. Wallace, Jorge Salazar-Bravo: First record of Neogale africana (Desmarest, 1818), Amazon Weasel (Carnivora, Mustelidae), in Bolivia. In: Check List. Band 20, Nr. 3, 28. Juni 2024, ISSN 1809-127X, S. 828–832, doi:10.15560/20.3.828.
2. 1 2  S. Larivière, A. P. Jennings: Family Mustelidae (Weasels and Relatives). In: Don E. Wilson, Russell A. Mittermeier (Hrsg.): Handbook of the Mammals of the World. Volume 1: Carnivores. Lynx Edicions, 2009, ISBN 978-84-96553-49-1, (S. 649).
3. 1 2 3 4  Mustela africana in der Roten Liste gefährdeter Arten der IUCN 2011.2. Eingestellt von: L. Emmons, K. Helgen, 2008. Abgerufen am 27. April 2012.
4. ↑  Bruce D. Patterson, Héctor E. Ramírez-Chaves, Júlio F. Vilela, André E. R. Soares, Felix Grewe: On the nomenclature of the American clade of weasels (Carnivora: Mustelidae). In: Journal of Animal Diversity. Band 3, Nr. 2, 2021, ISSN 2676-685X, doi:10.29252/JAD.2021.3.2.1.